# Altstadt (München)
De Altstadt is een wijk van de Beierse hoofdstad München in het stadsdeel Altstadt-Lehel. In het centrum ligt de Marienplatz. Als hoofdstad van Beieren lag in de Altstadt de residentie van München, de residentie van de familie Wittelsbach. Tijdens de Tweede Wereldoorlog werden grote delen van de stad verwoest. Na de oorlog werden vele monumentale gebouwen heropgebouwd. Hiermee bleef het middeleeuwse karakter van de Altstadt, er gingen daarentegen vele burgerhuizen verloren.
De Altstadt wordt door de U-Bahn van München bediend met de metrostations Marienplatz, Odeonsplatz, Karlsplatz (Stachus) en Sendlinger Tor.

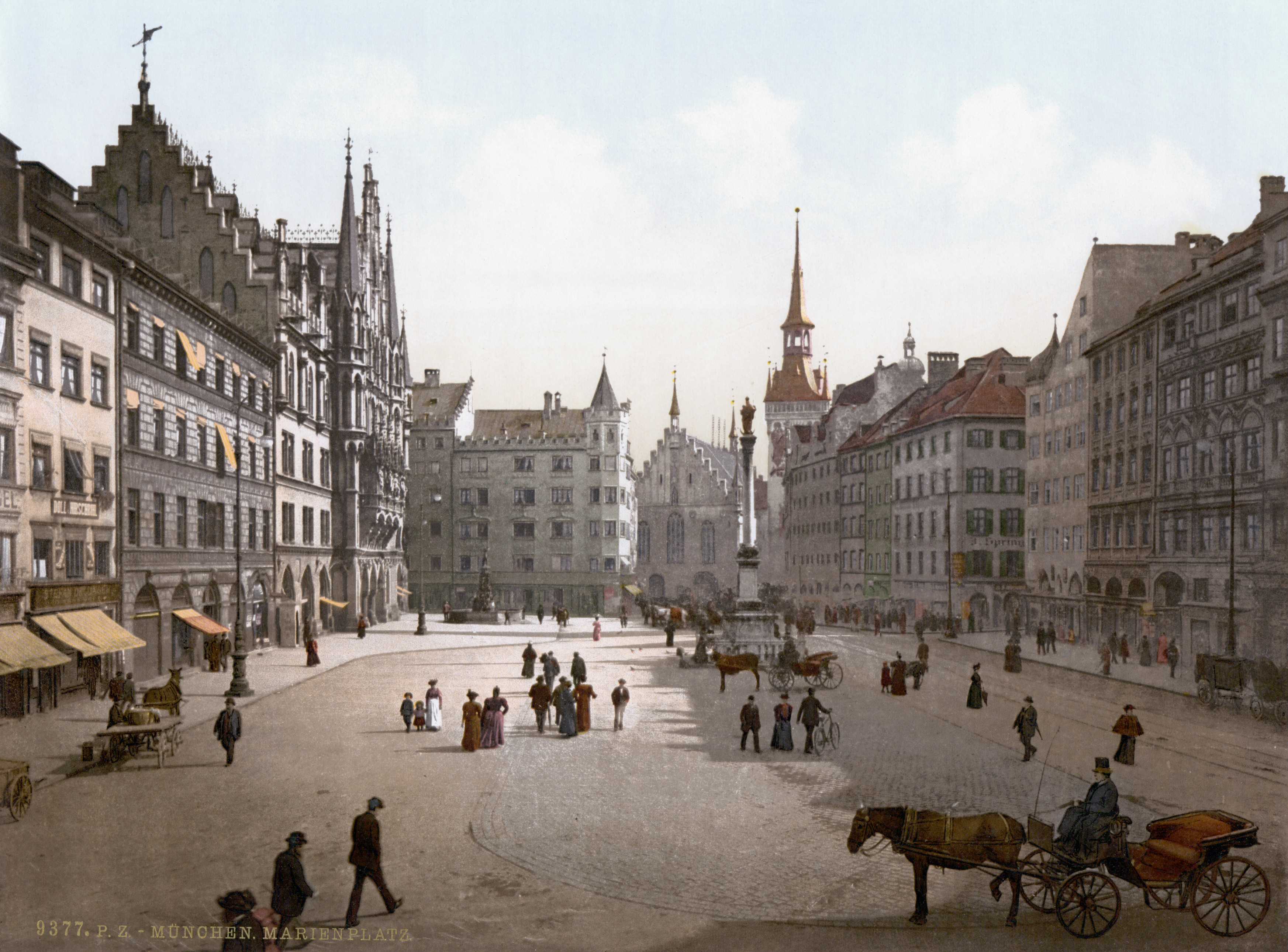
Marienplatz omstreeks 1890